# Бистрицька сільська рада (Ружинський район)
| Бистрицька сільська рада — колишня адміністративно-територіальна одиниця та орган місцевого самоврядування у Попільнянському і Ружинському районах Бердичівської округи, Київської та Житомирської областей УРСР та України з адміністративним центром у с. Бистрик. Сільській раді були підпорядковані населені пункти: - с. Бистрик Рада складалася з 16 депутатів та голови. |

## Керівний склад сільської ради
| ПІБ                          | Основні відомості                                                                      | Дата обрання | Дата звільнення |
| ---------------------------- | -------------------------------------------------------------------------------------- | ------------ | --------------- |
| Поліщук Тетяна Оксентіївна   | Сільський голова, 1960 року народження, освіта, Всеукраїнське об'єднання 'Батьківщина' | 26.03.2006   | 31.10.2010      |
| Устименко Петро Анатолійович | Сільський голова, 1956 року народження, освіта вища, безпартійний                      | 31.10.2010   |                 |

Примітка: таблиця складена за даними джерела

## Населення
Відповідно до перепису населення СРСР, на 17 грудня 1926 року чисельність населення ради становила 2 754 особи, з них за статтю: чоловіків — 1 350, жінок — 1 404; етнічний склад: українців — 2 728, росіян — 4, євреїв — 15, поляків — 7. Кількість домогосподарств — 553, з них, несільського типу — 10.
Відповідно до результатів перепису населення 1989 року, кількість населення ради, станом на 1 грудня 1989 року, складала 1 712 осіб.
Станом на 5 грудня 2001 року, відповідно до перепису населення України, кількість мешканців сільської ради складала 1557 осіб.

## Історія
Утворена 1923 року в с. Бистрик Ружинської волості Сквирського повіту Київської губернії. Станом на 17 грудня 1926 року на обліку в складі ради перебувала ферма Лунки, котра, станом на 1 жовтня 1941 року на обліку населених пунктів не значилась.
Відповідно до інформації довідника «Українська РСР. Адміністративно-територіальний поділ», станом на 1 вересня 1946 року сільрада входила до складу Ружинського району, на обліку в раді перебувало с. Бистрик.
5 серпня 1965 року до складу ради було включене відновлене с. Прибережне Голубівської сільської ради Ружинського району, котре від 3 березня 1995 року увійшло до складу відновленої Прибережненської сільської ради.
Станом на 1 січня 1972 року сільська рада входила до складу Ружинського району Житомирської області, на обліку в раді перебували села Бистрик та Прибережне.
У 2020 році територію та населені пункти ради, відповідно до розпорядження Кабінету Міністрів України № 711-р від 12 червня 2020 року «Про визначення адміністративних центрів та затвердження територій територіальних громад Житомирської області», включено до складу Ружинської селищної територіальної громади Бердичівського району Житомирської області.
Входила до складу Ружинського (7.03.1923 р., 4.01.1965 р.) та Попільнянського (30.12.1962 р.) районів.